# جان اراستی
جان اراستی (انگلیسی: Jon Errasti؛ زادهٔ ۶ ژوئن ۱۹۸۸) بازیکن فوتبال اهل اسپانیا است.
از باشگاه‌هایی که در آن بازی کرده‌است می‌توان به باشگاه فوتبال آلکورکون، باشگاه فوتبال اسپتزیا، و باشگاه فوتبال ایبار اشاره کرد.